# Salah Bey (Sétif)
Pour les articles homonymes, voir Salah Bey.
Salah Bey (anciennement Pascal) est une commune de la wilaya de Sétif en Algérie. 

## Géographie

### Situation
Situé à une altitude de 978 m, Salah Bey est un gros bourg localisé dans un bassin agricole au cœur d'un amphithéâtre de montagnes (Bou Taleb, Ouled Tebben). L'agglomération est à 40 km au sud-ouest de Sétif et à 6 km au sud de Aïn Oulmene.

### Toponymie
Le nom de la commune de Salah Bey est dédié à la mémoire du militant nationaliste Salah Bey mort au combat durant la Guerre d'Algérie , né le 14 juillet 1914 à Ouled Tebben (Sétif), qui a rejoint l'ALN en 1956 dans la Wilaya I (zone 2, région 3). Il meurt au combat le 25 décembre 1961 au lieu-dit Kef Lahmar à l'ouest de Kharzet Youcef, wilaya de Sétif. Sa tombe se trouve au Cimetière des martyrs à Aïn Azel.

## Administration et territoire
Elle est le chef lieu de Daïra (sous-préfecture) qui regroupe les agglomérations de Rasfa, Hamma, Boutaleb et Ouled Tebben. La commune tient son nom de Salah (dit chouaib) Bey, 

## Histoire
La commune est créée en 1904 sous le nom de Pascal (en mémoire de Blaise Pascal) à l'époque de la colonisation française. À l'indépendance, en 1963 elle prend le nom de Salah Bey.